# Дельфин, Оранхель
Ора́нхель Дельфи́н (исп. Orángel Delfín, 25 января 1933 года , Лос-Текес, Венесуэла — 13 октября 2001, Баркисимето, Венесуэла) — венесуэльский актёр, режиссёр, драматург и телеведущий.

## Биография
Родился 25 января 1933 года в Лос-Текесе, штат Миранда, в семье военного. Он — третий из пяти детей в семье. Его детство и юность прошли в Эль Токуйо (штат Лара), где будущий актёр воспитывался в семье  своей старшей сестры  Виктории и её мужа, известного в Эль Токуйо предпринимателя Педро Переса Леаля.  Матери Оранхеля не стало, когда он был совсем маленьким. Ещё во время учёбы играл и пел в школьном театре. Учёбу в лицее не окончил из-за страшного землетрясения, практически разрушившего Эль Токуйо 6 августа 1950 года. В 1950 году по настоянию отца поступил в Институт Офицеров Национальной Гвардии в Каракасе. В 1954 году, бросив этот элитный институт, решил стать актёром и, пройдя пробы на телеканале RCTV, получил роль в первой венесуэльской теленовелле «Camay». Большую помощь ему тогда оказал уже популярный в то время актёр Рафаэль Брисеньо. С 1955 по 1957 годы обучался в Школе Актёрского Мастерства Хуаны Сухо, и в 1957 году дебютировал как театральный актёр. В том же 1957 году получил роль второго плана в драме режиссёра Романа Чальбо «Cain Adolescente». В 1960—70 годы был из наиболее востребованных и популярных актёров Венесуэлы, был известен как драматург и телеведущий. С 1959 по 1964 годы работал телеведущим на 5 канале Государственного Телевидения Венесуэлы, а с 1964 по 1989 годы(с перерывами) на телеканале «Venezolana De Television» играл в теленовеллах, телефильмах и телеспектаклях. Как режиссёр работал в основном в театре, а в 1975 году для «Venevision» снял теленовеллу «Девушка по имени Милагрос», которая стала одной из самых популярных венесуэльских теленовелл 70-х годов. Прославился как исполнитель отрицательных ролей в теленовеллах, например в 1971 году в теленовелле «Эсмеральда» сыграл сумасшедшего доктора Маркоса Малавера, роль которого принесла Дельфину популярность ничуть не меньшую, чем исполнителю главной роли — Хосе Бардина. С 1989 по 1996 годы на телеканале «Venevision», сыграл в 5 теленовеллах и нескольких телефильмах, а наибольшую популярность приобрёл после того, как сыграл роль злодея дона Фернандо Мальдонадо в теленовелле «Реванш».

### Последние годы жизни
В сентябре 1996 года из-за болезни прервал свою актёрскую карьеру.
В 1998 году был удостоен высшей награды присуждаемой актёрам — ордена Франсиско Фахардо I степени.
В последние годы жизни актёр имел серьёзные проблемы со здоровьем из-за перенесённой операции на сердце. В 1999 переселился в католический приют для стариков Баркисимето. Там же в Баркисимето работал в небольших программах на радио.
Скончался 13 октября 2001 года в Баркисимето от дыхательной недостаточности.

## Фильмография
| Год  |     | Русское название                | Оригинальное название               | Роль                  |
| ---- | --- | ------------------------------- | ----------------------------------- | --------------------- |
| 1954 | с   | Камай                           | Camay                               | антагонист            |
| 1957 | ф   | Юность Каина                    | Caín adolescente                    | Матиас                |
| 1958 | тф  | Странно молодой                 | Un joven extrano                    |                       |
| 1964 | ф   | Остров Соль                     | Isla de sal                         | Венансио              |
| 1967 | док | Подарок на Рождество            | Relago de Navidad                   |                       |
| 1969 | с   | Соледад                         | Soledad                             |                       |
| 1970 | с   | Эсмеральда                      | Esmeralda                           | доктор Маркос Малавер |
| 1971 | тф  | Перед Карабобо                  | Preludio a Carabobo                 | Simón Bolívar         |
| 1972 | с   | Мария Тереса                    | María Teresa                        | Alfredo Fuentes Tovar |
| 1974 | тф  | Настоящий человек               | Todo Un Hombre                      |                       |
| 1975 | с   | Девушка по имени Милагрос       | Una muchacha llamada Milagros       | режиссёр              |
| 1975 | с   | Демон с ангелом                 | Un demonio con ángel                |                       |
| 1976 | тф  | Давайте говорить неправду       | Vamos a contar mentiras             |                       |
| 1977 | с   | Мария-прядильщица               | Maria diabla                        |                       |
| 1979 | с   | Ифигения                        | Ifigenia                            |                       |
| 1980 | с   | Мир Берты                       | El Mundo de Berta                   |                       |
| 1982 | мтф | Дороги судьбы                   | Caminos que Andan                   |                       |
| 1984 | с   | Женщина без лица                | La mujer sin rostro                 |                       |
| 1984 | тф  | Мой отец — иммигрант            | Mi Padre el Inmigrante              |                       |
| 1985 | тф  | Документы Леонардо Руиса Пинеды | Documento Leonardo Ruiz Pineda      | Leonardo Ruiz Pineda  |
| 1986 | с   | Последний шанс Магеллана        | La última oportunidad de Magallanes |                       |
| 1987 | ф   | Паршивая овца                   | La oveja negra                      |                       |
| 1988 | с   | Его другая любовь               | Su otro amor                        |                       |
| 1988 | ф   | Братство крови                  | Pacto de Sangre                     |                       |
| 1989 | с   | Реванш                          | La revancha                         | Fernando Maldonado    |
| 1990 | тф  | Баудильо                        | Baudilio                            |                       |
| 1991 | с   | Жестокий мир                    | Mundo de fieras                     | Leoncio Palacios      |
| 1992 | тф  | Вероломство                     | Perfidia                            |                       |
| 1993 | с   | Росанхелика                     | Rosangélica                         | Marcos González       |
| 1994 | с   | Мария Селесте                   | María Celeste                       | Rodolfo de la Torre   |
| 1995 | с   | Избранник Бога                  | La elegida De Dios                  |                       |
| 1995 | с   | Милый враг                      | Dulce enemiga                       | Padre Pancho          |

### Театр
- 1957 год — пьеса Клода Анри Пуже «Возможно Иуда» (исп. Un tal Judas);
- 1957 год — пьеса Джерома Лоуренса и Роберта Ли «Ты получишь в наследство ветер» (исп. Heredaras el viento);
- 1957 год — пьеса Пауля Вандерберга «Заклинание» (исп. Evocasion);
- 1957 год — пьеса Артура Миллера «Вид с моста» (исп. Panorama desde el puente);
- 1957 год — пьеса Патрика Хэмилтона «Петля» (исп. La Soga);
- 1958 год — пьеса Уильяма Шекспира «В ожидании Зуро» (исп. Esperando al Zuro);
- 1958 год — пьеса Романа Чальбо «Реквием по затмению» (исп. Réquiem para un eclipse);
- 1958 год — пьеса Виктора Гюго «Эрнани» (исп. Hernani);
- 1959 год — пьеса Уильяма Шекспира «Гамлет» (исп. Hamlet);
- 1959 год — пьеса Уильяма Шекспира «Отелло» (исп. Otelo);
- 1959 год — пьеса Альфонсо Састре «В сети» (исп. En la red) — режиссёр;
- 1959 год — пьеса «Царь Эдип» (исп. Edipo Rey);
- 1961 год — пьеса Уильяма Шекспира «Буря» (исп. La Tempestad);
- 1973 год — пьеса «Мираж» (исп. Espejismj) — актёр и режиссёр;

## Любопытные факты
- Псевдоним «Дельфин» был взят в честь отца актёра, которого звали Дельфин Родригес.
- Первой супругой Оранхеля Дельфина была испанская актриса Марилус Торренова — его сокурсница по Школе Хуаны Сухо, вторая — Амелия Роман (1931—2001), популярная в 60-70 годы венесуэльская актриса.
- В молодости Дельфин выступал и как певец, правда, выпустил всего один музыкальный альбом «Canta Platicando» (1961)
- В 1971 году Оранхель Дельфин был удостоен премии «Актёр года» за роль Симона Боливара в телепостановке «Preludio a Carabobo».
- Во время съёмок в теленовелле «Реванш» актёр был сильно избит бандитами, напавшими на такси, в котором Дельфин возвращался со съёмок. Водитель такси погиб, а сам Дельфин несколько дней находился в коме.